# Funimation (servicio)
Funimation (anteriormente conocido como FunimationNow y Funimation Channel) fue un servicio de suscripción de vídeo bajo demanda estadounidense, y ex canal de televisión por suscripción que se especializaba en la transmisión en línea y la transmisión simultánea de series japonesas "anime". Se lanzó originalmente en 2005 como un canal de televisión siendo propiedad de Olympusat. En 2015, el canal de televisión por cable original, fue reemplazado por Toku. El canal se relanzó el 7 de enero de 2016 como un servicio de transmisión digital propiedad de Funimation, una subsidiaria de Sony.
En febrero de 2024, Sony anunció que la aplicación y el sitio web de Funimation cerrarían en abril de 2024, y que los usuarios podrían migrar los datos de sus cuentas a Crunchyroll hasta entonces.

## Historia

### Como canal de televisión
FUNimation Channel comenzó como un bloque emitido en Colours TV, una de las redes de afiliados de Olympusat. Sus programas durante esta época eran: Dragon Ball, Negima!, Kodocha, Slayers, Blue Gender, Kiddy Grade, Fruits Basket, Case Closed y Yu Yu Hakusho. El bloque se suspendió después de estar en favor de una expansión más exitosa en cable digital, fibra óptica y sistemas DBS.
El 1 de mayo de 2008, FUNimation Channel se convirtió en una red de cable digital de anime doblado al inglés de 24 horas; la segunda de su tipo en América del Norte (seguido de A.D. Vision's Anime Network).
Olympusat fue elegido como el distribuidor exclusivo de FUNimation Channel. El servicio estaba disponible para algunas ciudades a través de señales digitales VHF y UHF y era temporal ya que el canal estaba tratando de hacerse un hueco en el ya saturado paisaje del cable digital.
En mayo de 2009, FUNimation Channel continuó su expansión en el cable de lanzamiento en la plataforma VOD de Comcast, que ofrece dos servicios gratuitos, On Demand y On Demand PPV.
El canal tuvo planes de lanzar una edición en español, aunque sin éxito.
Hasta el 27 de septiembre de 2010, una señal de alta definición se puso en marcha junto con los servicios VOD existentes.
El 16 de febrero de 2012, Verizon anunció que disminuiría FUNimation Channel y Bridges TV de su servicio de Verizon FiOS "en o después del 15 de marzo" debido a la "muy baja audiencia". En respuesta a la reacción de los clientes de Verizon FiOS TV, FiOS TV volvió FUNimation Channel a través de Vídeo bajo Demanda.

### Como servicio de transmisión digital

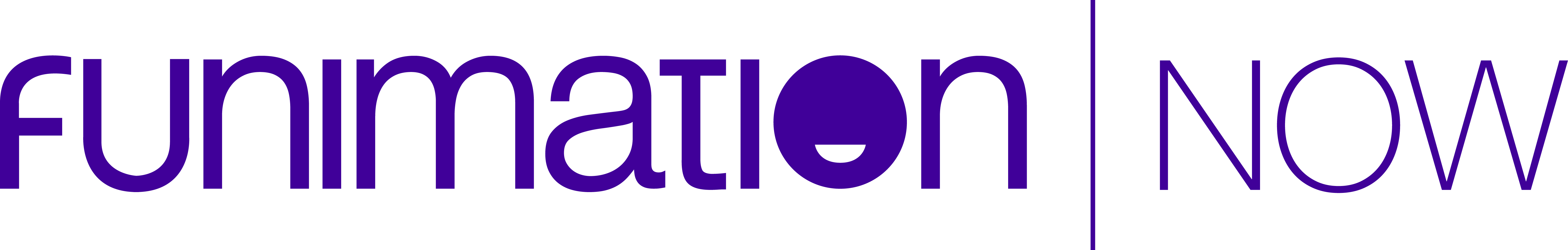
Logotipo de FunimationNow utilizado de 2016 a 2019.

El 8 de diciembre de 2015, se informó que el Funimation Channel sería reemplazado por Toku el jueves 31 de diciembre de 2015. El nuevo canal iría a añadir más variedad, incluidas las películas asiáticas de alta calificación en la acción en vivo, Grindhouse y géneros independientes. Los programas son provenientes de Japón, China, Tailandia y Corea del Sur.
Se anunció posteriormente, el 15 de diciembre de 2015, que Funimation terminaría su asociación con Olympusat y relanzaría Funimation Channel como un servicio de transmisión digital en enero de 2016.
Funimation Channel firmó el 31 de diciembre de 2015 a las 6:00 p. m. Hora del Este, después de un episodio de Fairy Tail. Un parachoques se transmitió brevemente después, que fue interrumpido por el flujo de programación de Toku, que transmitió Rio: Rainbow Gate! En el momento de la transición.

## Disponibilidad
El servicio de transmisión estuvo disponible a través del sitio web oficial de Funimation en Estados Unidos, Reino Unido, Canadá, Irlanda, Australia, Nueva Zelanda, México, Chile, Colombia, Perú y Brasil. En determinadas partes de Europa, África y Asia, estaba disponible a través de Wakanim.
Funimation Channel también estuvo disponible en Reproductor de medios digitales (Apple TV, Amazon Fire TV y Roku), televisores inteligentes (Android TV, Chromecast, Samsung y LG Electronics), consolas de videojuegos (PlayStation 4, PlayStation 5, Xbox One, Xbox Series X/S y Nintendo Switch) y teléfonos inteligentes (iOS, Android y Amazon Kindle).

## Programación (Funimation Channel)
La programación del Funimation Channel provenía de Funimation, Aniplex of America, Viz Media, Right Stuf Inc., NIS America y las ya desaparecidas Central Park Media y Enoki Films USA.